# 816 프로젝트
816 프로젝트는 1960년대 중화인민공화국의 지하 핵무기 제조 공장이다. 세계 최대의 지하 핵무기 제조 공장이다.

## 역사
1966년 저우언라이(周恩來) 총리의 승인을 거쳐 1984년까지 6만여 명이 참여해 건설됐다. 이 시설에서는 무기급 플루토늄 239를 생산, 가공하는 원자로가 가동됐다.
수천톤의 TNT가 폭발해도 견디며, 진도 8.0의 내진설계를 했다. 총길이 20 km인 18개의 인공 동굴을 뚫었다.

## 같이 보기
- 크라스노야르스크-26 - 소련의 플루토늄 생산용 폐쇄도시